# 第63回ヴェネツィア国際映画祭
第63回ヴェネツィア国際映画祭は、2006年8月30日から9月9日にかけて開催された。
金獅子賞を受賞したのは、サプライズ・フィルムとして上映されたジャ・ジャンクーの『長江哀歌』。オープニング上映作品はブライアン・デ・パルマの『ブラック・ダリア』。審査員長はカトリーヌ・ドヌーブが務めた。また、デヴィッド・リンチに栄誉金獅子賞が授与され、新作の『インランド・エンパイア』も招待上映された。
日本からはコンペティション部門に今敏監督の『パプリカ』と大友克洋監督の『蟲師』の2作品が出品され、その他にもコンペティション外などでも数作品が上映された。

## 上映作品

### コンペティション部門
アルファベット順。邦題がついていない場合は原題の下に英題。
| 題名 原題                                | 監督                                 | 製作国                                  |
| ---------------------------------------- | ------------------------------------ | --------------------------------------- |
| ボビー Bobby                             | エミリオ・エステベス                 | アメリカ合衆国                          |
| トゥモロー・ワールド Children of Men     | アルフォンソ・キュアロン             | イギリス アメリカ合衆国                 |
| 六つの心 Coeurs                          | アラン・レネ                         | フランス イタリア                       |
| Daratt                                   | マハマト＝サレ・ハルーン             | チャド フランス · ベルギー オーストリア |
| Эйфория （Euphoria）                     | イバン・ビリパエフ                   | ロシア                                  |
| Fallen                                   | バルバラ・アルベルテ                 | ドイツ オーストリア                     |
| エグザイル/絆 放・逐                     | ジョニー・トー                       | 香港 中国                               |
| 黒い眼のオペラ 黒眼圏                    | ツァイ・ミンリャン                   | 台湾 フランス オーストラリア            |
| ハリウッドランド Hollywoodland           | アレン・コールター                   | アメリカ合衆国                          |
| L'intouchable （The Untouchable）        | ブノワ・ジャコ                       | フランス                                |
| 星なき夜に La stella che non c'è         | ジャンニ・アメリオ                   | イタリア スイス フランス シンガポール   |
| 蟲師                                     | 大友克洋                             | 日本                                    |
| 裸の所有物 Nue propriété                 | ヨアヒム・ラフォーズ                 | ベルギー ルクセンブルク フランス        |
| 新世界 Nuovomondo                        | エマヌエーレ・クリアレーゼ           | イタリア フランス                       |
| パプリカ                                 | 今敏                                 | 日本                                    |
| あの彼らの出会い Quei loro incontri      | ストローブ＝ユイレ                   | イタリア フランス                       |
| 世紀の光 Sang Sattawat                   | アピチャートポン・ウィーラセータクン | タイ フランス                           |
| ブラック・ダリア The Black Dahlia        | ブライアン・デ・パルマ               | アメリカ合衆国                          |
| 長江哀歌 三峽好人                        | ジャ・ジャンクー                     | 中国                                    |
| ファウンテン 永遠につづく愛 The Fountain | ダーレン・アロノフスキー             | アメリカ合衆国                          |
| クィーン The Queen                       | スティーヴン・フリアーズ             | イギリス フランス イタリア              |
| ブラックブック Zwartboek                 | ポール・ヴァーホーヴェン             | オランダ ドイツ イギリス                |

### コンペティション外
- 『インランド・エンパイア』 - デヴィッド・リンチ （アメリカ）
- 『ゲド戦記』 - 宮崎吾朗 （日本）
- 『女帝 [エンペラー]』 - フォン・シャオガン （中国/香港）
- 『プラダを着た悪魔』 - デヴィッド・フランケル （アメリカ）
- 『ベル・トゥジュール』 - マノエル・デ・オリヴェイラ （ポルトガル）
- 『魔笛』 - ケネス・ブラナー （イギリス）
- 『ワールド・トレード・センター』 - オリバー・ストーン （アメリカ）
- 『Ostrov』 - パーヴェル・ルンギン （ロシア）
- 『Quelques jours en Septembre』 - サンティアゴ・アミゴレーナ （フランス/イタリア）

ミッドナイト
- 『相棒 シティ・オブ・バイオレンス』 - リュ・スンワン （韓国）
- 『悪魔の管理人』 - ジャウマ・バラゲロ （スペイン）
- 『ウィッカーマン』 - ニール・ラビュート （アメリカ）
- 『叫』 - 黒沢清 （日本）
- 『プロジェクトBB』 - ベニー・チャン （香港/中国）
- 『りんご、もうひとつある?』 - バイラム・ファズィル （イラン）
- 『Summer Love』 - Piotr Uklanski （ポーランド）

スペシャル・イベント
- 『Lettere dal Sahara』 - ヴィットリオ・デ・セータ （イタリア）

### オリゾンティ部門
- 『オペラジャワ』 - ガリン・ヌグロホ （インドネシア/オーストラリア）
- 『こおろぎ』 - 青山真治 （日本）
- 『立喰師列伝』 - 押井守 （日本）
- 『Ana alati tahmol azouhour ila qabriha』 - Hala Alabdalla Yakoub、Ammar Al Beik （シリア/フランス）
- 『Bellissime. Seconda parte. Dal 1960 a oggi dalla parte di "lei"』 - Giovanna Gagliardo （イタリア）
- 『東』 - 賈樟柯 （中国）
- 『El cobrador, in God we trust』 - ポール・ルデュク （メキシコ/アルゼンチン/ブラジル）
- 『Heimat - Fragmente』 - エドガー・ライツ、クリスチャン・ライツ （ドイツ）
- 『Infamous』 - ダグラス・マクグラス （アメリカ）
- 『'Mabei shang de fating (Courthouse on the Horseback) 』- リウ・チエ （中国）
- 『Non prendere impegni stasera』 - Gianluca Tavarelli （イタリア）
- 『Quijote』 - ミンモ・パラディーノ （イタリア）
- 『Roma wa la n'touma Algeria』 - Tariq Teguia （フランス/ドイツ）
- 『Svobodnoe plavanie』 - Boris Khlebnikov （ロシア）
- 『Suely in the Sky』 - カリン・アイノウス (ブラジル/フランス/ドイツ)
- 『Taiyang yu (Rain Dogs)』 - ホー・ユーハン （マレーシア/香港）
- 『痛いほどきみが好きなのに』 - イーサン・ホーク （アメリカ）
- 『The U.S. vs. John Lennon』 - デヴィッド・リーフ、ジョン・シャインフェルド （アメリカ）
- 『When the Levees Broke. A Requiem in Four Acts』 - スパイク・リー （アメリカ）

スペシャル・イベント
- 『Akamas』 - Panicos Chrysanthou （キプロス/ギリシャ/ハンガリー/トルコ）
- 『C'est Gradiva qui vous appelle』 - アラン・ロブ＝グリエ （フランス/ベルギー）
- 『Il mio paese』 - ダニエレ・ヴィカリ （イタリア）
- 『Kill Gil (vol. II)』 - Gil Rossellini （イタリア/スイス）
- 『Pasolini prossimo nostro』 - ジュゼッペ・ベルトルッチ （イタリア/フランス）

## 受賞結果

### コンペティション部門
- 金獅子賞：『長江哀歌』（ジャ・ジャンクー）
- 銀獅子賞：アラン・レネ （『六つの心』）
- 銀獅子賞（Revelation）：エマヌエーレ・クリアレーゼ （『新世界』）
- 審査員特別賞：『Daratt』（マハマト＝サレ・ハルーン）
- 男優賞：ベン・アフレック （『ハリウッドランド』）
- 女優賞：ヘレン・ミレン （『クィーン』）
- マルチェロ・マストロヤンニ賞：イジルド・ル・ベスコ （『L'intouchable』）
- 技術貢献賞：エマニュエル・ルベツキ （『トゥモロー・ワールド』）
- 脚本賞：ピーター・モーガン （『クィーン』）
- ルイジ・デ・ラウレンティス賞：ピーター・ブロッセン、ジェシカ・ウッドワース （『Khadak』）
- 特別獅子賞：ストローブ＝ユイレ （映画言語の革新に対して）

### オリゾンティ部門
- オリゾンティ賞：『Courthouse on The Horseback(马背上的法庭)

中国映画』（リウ・チエ）
- ドキュメンタリー賞：『When the Levees Broke: A Requiem in Four』（スパイク・リー）

## 審査員
- カトリーヌ・ドヌーブ （ フランス/女優） 審査員長
- ビガス・ルナ （ スペイン/監督・脚本家）
- パウロ・ブランコ （ ポルトガル/製作者）
- キャメロン・クロウ （ アメリカ合衆国/監督・製作者・脚本家）
- チュルパン・ハマートヴァ （ ロシア/女優）
- パク・チャヌク （ 韓国/監督・脚本家）
- ミケーレ・プラチド （ イタリア/俳優・監督）